# Сальникова, Любовь Владимировна
Любовь Владимировна Сальникова (род. 20 мая 1989, Кемеровская область) — российская спортсменка, чемпионка и призёр чемпионатов России по вольной борьбе, обладательница Кубка России, призёр Кубка мира, вице-чемпионка мира среди студентов, мастер спорта России международного класса. Выступала в весовой категории 48, 51, 53 и 55 кг. Являлась членом сборной команды страны. Представляла клуб «Динамо» (Кемерово) и «Динамо» (Махачкала).

## Биография
Любовь родилась в Новокузнецке, Кемеровской области, Россия. Начала заниматься вольной борьбой с 13 лет в Новокузнецке, в спортивной школе имени Манеева. Первым тренером Сальниковой был Долгейко Николай Алексеевич. За свою карьеру представляла Кемеровскую область, Москву (2012—2017) и Дагестан (2017—2021). На протяжении своей карьеры тренировалась под руководством таких тренеров как Н. А. Долгейко, Ю. В. Щербатов, О. Н. Данилов и И. Э. Алиев. С 2019 года в Новокузнецке проводится турнир на призы МСМК Сальниковой Любови Владимировны, который собирает спортсменок со всей Сибири.

## Спортивная карьера в спортивной борьбе

### Сальникова в юношестве
Первые победы пришли в 2005 году, когда она выиграла первенство страны среди кадетов (до 17 лет) и стала членом сборной страны среди юношей. В 2006 году переехала в Кемерово и начала тренироваться под руководством Щербатова Юрия Викторовича, где и стала финалисткой Кубка России среди взрослых в весе до 48 кг.

### 2008
В августе 2008 году выступила на первенстве мира юниорок в Турции. В мае стала финалисткой гран-при Германии в Дормагене. В ноябре стала второй на Кубке России в подмосковном Чехове в весе до 51 кг.

### 2009
В марте участвовала на Кубке мира в Китае. В апреле 2009 года Любовь выигрывает первенство России среди юниорок в Раменске (Московская область). В мае она стала первой на гран-при Германии. В июне так же приходит первой на первенстве Европы среди юниоров в Тбилиси (Грузия), в августе становится вице-чемпионкой мира среди юниоров в Турции В декабре стала финалисткой Кубка России.

### 2010
В январе участвовала на гран-при Иван Ярыгин в Красноярске. В начале марте стала победительнице гран-при Александр Медведь в Минске (Беларусь). В конце марта участвовала на очередном Кубке мира в Китае. В июне она впервые становится бронзовой медалисткой на взрослом чемпионате страны в Перми в весе до 51 кг, в ноябре стала финалисткой чемпионата мира среди студентов в Турине (Италия). В декабре была финалисткой Кубка России в Чехове.

### 2011
В январе 2011 года Любовь победила на турнире памяти Дмитрия Миндиашвили в Красноярске и стала третьей на гран-при Иван Ярыгин. В конце февраля добыла серебро на гран-при Туркуэн во Франции. В марте стала частницей Кубка Мира во французском городе Льевен. В конце марта Любовь готовилась дебютировать на взрослом чемпионате Европы в Дортмунде (Германия), но получила травму и была заменена Екатериной Красновой из Чувашии.

### 2012
В январе во-второй раз выиграла турнир Дмитрия Миндиашвили и стала третьей на гран-при Иван Ярыгин. В феврале Любовь выиграла бронзу на турнире «Klippan Lady Open» в Швеции. В конце марта Сальникова стала вице-чемпионкой России в весе до 48 кг. В мае она добыла серебро в командном зачете на Кубке мира в Токио (Япония). В июле пришла первой на гран-при Испании в Мадриде. В сентябре стала участницей чемпионата мира в Канаде, но осталасоь без медали. В декабре выиграла Кубок России.

### 2014
В январе стала трекратной победитильницей турнира памяти Дмитрия Миндиашвили в весе до 53 кг. В мае она пришла третьей на чемпионате России в весе до 53 кг. В конце декабря стала второй на турнире Дмитрия Миндиашвили.

### 2015
В марте стала обладательницей бронзовой медали на международном турнире в Монголии. В апреле на чемпионате России в Кемерово добыла в третьей раз бронзовую медаль. В июле дошла до финала международного турнира в Польше.

### 2016
В январе Сальникова впервые выиграла гран-при Иван Ярыгин. В марте дебютировала на чемпионате Европы в Латвии, но не добилась успеха. В мае на международном турнире Сассари (Италия) она финишировала на третьем месте. В июне на чемпионате России добыла в четвёртый раз бронзовую медаль. В декабре в очередной раз заняла третье место на Кубке России в Чебоксарах (Чувашия).

### 2017
В январе так же была участницей гран-при Иван Ярыгин, в феврале выступила на шведском турнире «Klippan Lady Open» и в марте на турнире Яшар Догу в Турции. В июне на чемпионате России, который проходил в Каспийске (Дагестан) Любовь в пятый раз финишировала с бронзовой медалью. В июле была участницей гран-при в Испании.

### 2018
В августе на чемпионате России впервые стала чемпионкой страны в весеовой категории до 55 кг. В сентябре участвовала на международном турнире в Польше.

### 2019
В мае стала седьмой на Кубке президента Республики Бурятии, в июле так же финировашала на седьмом месте на турнире «Poland open» в Варшаве (Польша). В ноябре на Кубке России выиграла серебряную медаль, уступив в финале чемпионке Европы из Бурятии Стальвире Оршуш.

### 2020
В январе в очередной раз выступила на гран-при Иван Ярыгин, но стала лишь седьмой. В конце сентября на чемпионате России в Казани стала пятой.

## Смешанные единоборства (ММА)

### 2021
В начале года объявила о завершении карьеры в вольной борьбе и перешла в смешанные единоборства. В июне дебютировала на чемпионате России по смешенным единоборствам среди любителей в Кемерово, где она стала чемпионкой.

### 2022
В январе выступила на чемпиоанте мира, но в первом же мачте уступила ирландской спортсменке Саре Корней раздельным решением судей. В сентябре дебютировала на профессиональном уровне, на турнирне RCC 23 в Екатеринбурге она одолела Оксану Павловскую единогласным решением судей.

### 2023
В феврале на турнире RCC 24 уступила техническим нокаутом во втором раунде Владлене Петровой.

## Личная информация
Любовь живёт в Кемерово и Екатеринбурге, она является выпускницей Российского экономического университета им. В. Г. Плеханова и Кемеровского государственного университета. В настоящее время работает тренером по смешанным единоборствам в фитнес клубе в Екатеринбурге.

## Спортивные результаты
Взрослый уровень
- Чемпионат России по женской борьбе 2018 года — ;
- Чемпионат России по женской борьбе 2017 года — ;
- Чемпионат России по женской борьбе 2016 года — ;
- Чемпионат России по женской борьбе 2015 года — ;
- Чемпионат России по женской борьбе 2014 года — ;
- Чемпионат России по женской борьбе 2012 года — ;
- Чемпионат России по женской борьбе 2010 года — ;
- Чемпионат мира среди студентов 2010 — ;
- Кубок России 2015 года — [49];
- Кубок мира 2012 — ;
- Кубок России 2012 — ;
- Кубок России 2009 — ;
- Кубок России 2008 — ;
- Кубок России 2006 — ;
- Гран-при Иван Ярыгин 2016 года — [50];
- Гран-при Иван Ярыгин 2012 года — ;
- Гран-при Иван Ярыгин 2011 года — ;
- Гран-при Александр Медведь 2010 года — ;

Юнироский уровень
- Первенство мира 2009 — ;
- Первенство Европы 2009 — ;

## Список боев
| Боёв 1   | Побед 1 | Поражений 0 |
| -------- | ------- | ----------- |
| Нокаутом | 0       | 1           |
| Сдачей   | 0       | 0           |
| Решением | 1       | 0           |

| Результат | Рекорд | Соперник          | Способ                 | Турнир | Дата             | Раунд | Время | Место                                      | Примечание |
| --------- | ------ | ----------------- | ---------------------- | ------ | ---------------- | ----- | ----- | ------------------------------------------ | ---------- |
| Поражение | 1—1    | Владлена Петрова  | TKO (удары)            | RCC 24 | 4 февраля 2023   | 2     | 2:30  | Екатеринбург, Свердловская область, Россия |            |
| Победа    | 1—0    | Оксана Павловская | Решение (единогласное) | RCC 23 | 23 сентября 2022 | 3     | 5:00  | Екатеринбург, Свердловская область, Россия |            |